# Silenen UR
| UR ist das Kürzel für den Kanton Uri in der Schweiz. Es wird verwendet, um Verwechslungen mit anderen Einträgen des Namens Silenen zu vermeiden. |

Silenen (rätoromanisch Val Silaunaⓘ) ist eine Einwohnergemeinde im Schweizer Kanton Uri.

## Geographie

Historisches Luftbild von Walter Mittelholzer von 1932

Hauptort der politischen Gemeinde Silenen ist die gleichnamige Ortschaft am rechten Ufer der Reuss. Sie besteht aus den Teilen Dörfli, Russ und Rusli. Zu Silenen gehören ausserdem zahlreiche Weiler, Streusiedlungen, Häusergruppen und Einzelgehöfte. Die nördlichste Siedlung ist Schützen (484 m ü. M.). Sie liegt mehr als drei Kilometer nördlich der Ortschaft Silenen. Südlich davon liegt Buechholz (525-580 m ü. M.; 2,7 km nördlich von Silenen). Weiter talaufwärts folgen Öfibach am gleichnamigen Bach (510-560 m ü. M.) und Dägerlohn südlich des Selderbachs (510 m ü. M.). Alle liegen am rechten Ufer der Reuss. Einen Kilometer südöstlich von Silenen befindet sich oberhalb des Bristentobels am Südwesthang der Kleinen Windgällen der Weiler Frentschenberg (817 m ü. M.). Im Reusstal hingegen liegt das Dorf Amsteg (1 km südlich von Silenen; 524 m ü. M., rätoromanisch La Puntⓘ). Der südlichste Ortsteil Silenens im Reusstal ist die Streusiedlung Ried (Vorder- und Hinterried; 2,5 km südwestlich des Dorfs). Zur Gemeinde gehört aber auch das vom Chärstelenbach durchflossene Maderanertal. Dort gibt es zahlreiche Weiler und Streusiedlungen, von denen nicht alle ganzjährig bewohnt sind. Vorderste Häusergruppe ist St. Anton (oder Vorderbristen; 716 m ü. M.). Weiter östlich liegt das Dorf Bristen (oder Hinterbristen; 770 m ü. M.). Weiter taleinwärts finden wir Cholplatz (784 m ü. M.) und noch mehrere aneinander liegende Weiler (Hälteli, Steinmatte, Schattigmatt usw.) Vom Reussgrund aus geht es hinauf zum Hochplateau von Golzeren. Zwischen Maderanertal und Golzern befinden sich die Siedlungen Hofstetten und Silblen (1236 m ü. M.). Auf Golzeren gibt es mehrere Weiler, von denen Egg, Hüseren (je 1395 m ü. M.) und Seewen (1423 m ü. M.) die Bedeutendsten sind. Auf der Hochebene liegt ausserdem der malerische Golzerensee (1409 m ü. M.).
Silenen ist die flächenmässig grösste Gemeinde im Kanton Uri. Doch sind davon bloss 104 ha oder 0,7 % der Gemeinde Siedlungsfläche. Davon sind wiederum 48 ha Gebäude- und zwei ha Industrieareal sowie 42 ha Verkehrsfläche. Umfangreicher ist die Landwirtschaftsfläche mit 1860 ha oder einem Anteil von 12,8 %. Darunter befinden sich grosse Alpgebiete im Maderanertal. Diese bedecken eine Fläche von 1444 ha. Dazu kommen 407 ha Wies- und Ackerland. Ausserdem sind 2647 ha oder 18,3 % von Wald und Gehölz bedeckt. Unproduktives Gebiet umfasst den Grossteil des Gemeindegebiets, genauer 9685 ha oder 68,1 %. Es handelt sich fast ausschliesslich um vegetationslose Flächen (Hochgebirge und Gletscher) oder Gebiete mit unproduktiver Vegetation (hochalpine Vegetation). Unter dem Gletscher Hüfifirn liegt die SAC-Hüfihütte.
Nachbargemeinden von Silenen sind Erstfeld und Gurtnellen im Westen, Schattdorf, Unterschächen und die Spiringer Exklave Urnerboden im Norden, die Glarner Gemeinde Glarus Süd und die Bündner Gemeinde Disentis/Mustér im Osten und das bündnerische Tujetsch im Süden. Auf dem Gipfel des Piz Cazarauls findet sich ein Dreikantonseck zu den Kantonen Glarus und Graubünden ().

## Bevölkerung
Um 1850 lag Silenen nach dem Kantonshauptort Altdorf bevölkerungsmässig an zweiter Stelle. Die Gemeinde zählte damals über 1500 Bewohner. Diese Zahl wuchs bis 1870 noch weiter. Ein noch höherer Bevölkerungsstand wurde 1880 erreicht, doch befanden sich damals zahlreiche Arbeiter der Gotthardbahn-Baustelle darunter. Die Bevölkerung wuchs während einer langen Periode beständig weiter. Diese dauerte bis 1970 (1850–1970: +51,6 %). Eine Ausnahme bildeten nur die 1940er Jahre. Damals gab es einen kleinen Einbruch (1941–1950: −9 Personen; −0,4 %). Die höchste je ermittelte Bevölkerungszahl von Silenen waren die 1920 gezählten 2493 Bewohner. Von 1970 bis 1990 kam es zu einer massiven Abwanderung (1970–1990: −12,1 %). Vor allem Richtung unteres Urner Reusstal. In den 1990er-Jahren stagnierte die Zahl der Einwohner. Doch hat in den letzten Jahren wegen des Baus des Gotthard-Basistunnels ein starkes Wachstum eingesetzt (2000–2005: +214 Personen oder 10,3 %).

### Sprachen
Die Bevölkerung spricht eine hochalemannische Mundart. Fast die gesamte Einwohnerschaft spricht als tägliche Umgangssprache deutsch. Bei der letzten Volkszählung im Jahr 2000 gaben 98,07 % Deutsch, 0,24 % Serbokroatisch und 0,19 % Italienisch als Hauptsprache an.

### Religionen – Konfessionen
Die Bevölkerung war früher vollumfänglich Mitglied der römisch-katholischen Kirche. Die Konfessionsverhältnisse im Jahr 2000 lassen immer noch die ursprüngliche Struktur erkennen. 1897 Personen waren katholisch (91,73 %). Daneben gab es 2,80 % evangelisch-reformierte Christen und 1,60 % Konfessionslose. 61 Personen (2,95 %) machten keine Angaben zu ihrem Glaubensbekenntnis.

### Herkunft – Nationalität
Von den Ende 2005 2282 Bewohnern waren 2001 (87,69 %) Schweizer Staatsangehörige. Die Zugewanderten stammen mehrheitlich aus Mitteleuropa (Österreich), Südeuropa (Italien und Portugal), Kroatien und Sri Lanka. Bei der Volkszählung 2000 waren 1989 Personen (96,18 %) Schweizer Bürger; davon besassen dreizehn Personen eine doppelte Staatsbürgerschaft.

### Altersstruktur
Die Gemeinde zählt einen hohen Anteil an jüngeren Bewohnern. Der Anteil der Personen unter zwanzig Jahren von 25,48 % der Ortsbevölkerung liegt deutlich über dem Anteil der Personen im Seniorenalter (60 Jahre und älter; 21,62 %). Dennoch fällt auf, dass die Altersgruppe der Erwachsenen zwischen 20 und 44 Jahren stark unterdurchschnittlich ist. Dies ist auf die Abwanderung von jungen Leuten zwischen 1970 und 1990 zurückzuführen.
Bei der letzten Volkszählung im Jahr 2000 ergab sich folgende Altersstruktur:
| Alter  | 0–6 Jahre | 7–15 Jahre | 16–19 Jahre | 20–29 Jahre | 30–44 Jahre | 45–59 Jahre | 60–79 Jahre | ≥ 80 Jahre |
| ------ | --------- | ---------- | ----------- | ----------- | ----------- | ----------- | ----------- | ---------- |
| Anzahl | 162       | 248        | 117         | 235         | 463         | 396         | 358         | 89         |
| Anteil | 7,83 %    | 11,99 %    | 5,66 %      | 11,36 %     | 22,39 %     | 19,15 %     | 17,31 %     | 4,30 %     |

## Politik

### Legislative
Die Gemeindeversammlung bildet die Legislative. Sie tritt meistens zweimal jährlich zusammen.

### Exekutive
Der siebenköpfige Gemeinderat bildet die Exekutive. Er ist nebenamtlich tätig. Derzeitiger Gemeindepräsident ist Willy Lussmann (Stand 2024).

## Wirtschaft
Im Jahr 2005 gab es 60 Landwirtschaftsbetriebe, die 141 Arbeitsstellen anboten. Industrie und Gewerbe beschäftigten in 16 Arbeitsstätten 117, der Dienstleistungsbereich in 50 Betrieben 241 Personen (Beschäftigung auf Vollzeitstellen umgerechnet). Die Volkszählung 2000 ergab 66 Landwirtschafts- und Forstbetriebe mit 173 Beschäftigten. Die Betriebszählung 2001 kam auf 12 Industrie- und Gewerbebetriebe mit 86 und 57 Dienstleistungsunternehmen mit 217 Beschäftigten. Von den im Jahr 2000 962 erwerbstätigen Personen Silenens arbeiteten 324 (33,68 %) in der eigenen Gemeinde. Insgesamt bot der Ort 496 Menschen Arbeit an, von denen 324 (65,32 %) Einheimische waren.
Im Dorf Amsteg liegt das SBB-Kraftwerk Amsteg, das 1922 eröffnet und 1998 durch ein neues Kavernenkraftwerk im Berg ersetzt wurde.
Die 638 Wegpendler verrichten ihre Arbeit grösstenteils in anderen Gemeinden des Kantons Uri. Darunter 214 Personen in Altdorf, 122 in Erstfeld, 81 in Schattdorf, 28 in Gurtnellen, 24 in Bürglen, 22 in Andermatt und je 20 in Flüelen und Göschenen. Einziger bedeutender Arbeitsort ausserhalb des Kantons war die Stadt Luzern mit 15 Personen. Im Weiteren gab es 172 Zupendler. Diese kamen hauptsächlich aus Erstfeld (41 Personen), Schattdorf (33), Altdorf (21), Bürglen (14), Gurtnellen (12) und Seedorf (9).

## Geschichte
Im Ortsteil Amsteg stand bis 1762 ein Schmelzofen für den am Bristenstock und an der Windgällen betriebenen Kupfer-, Blei- und Eisenbergbau.
In Amsteg steht das Hotel Stern und Post, eines der ältesten Hotels in der Schweiz.

## Sehenswürdigkeiten
Turm der Edlen von Silenen
Der südlich des Bahnhofs stehende 17 m hohe Meierturm Silenen aus der Mitte des 13. Jahrhunderts (erbaut etwa 1240). Dieser fünfstöckige Wohnturm war einst Sitz der Edlen Freiherren von Silenen (1243–1363), die als sogenannte Meier von Silenen als Gutsverwalter von Besitzungen der Fraumünsterabtei von Zürich amteten und so auch die Einzüge von Zehnten besorgten. Der erste Meier war Ritter Werner (1243–1258), dann Ritter Arnold (1290–1294), zugleich Landammann von Uri und Mitbeschwörer des Ewigen Bundes von 1291 auf dem Rütli.
Im Jahre 1989 wurde der Turm saniert und mit einem Wehrgang und einem Dach versehen. Heutiger Besitzer des Turmes ist der Kanton Uri. Im Sommer 2002 wurde der Turm mit einer Treppe für die Öffentlichkeit begehbar gemacht.
Burg Zwing-Uri
Von der mittelalterlichen Burg Zwing-Uri, die auf einem Hügel an der nordöstlichen Bergflanke oberhalb von Amsteg lag, ist nur noch die Ruine des Wohnturms erhalten.
14-Nothelfer-Kapelle
Gleich neben dem Meierturm befindet sich die erstmals 1081 urkundlich erwähnte 14-Nothelfer-Kapelle. Sie wurde 1666 nach einem Brand wiederhergestellt und erweist sich heute als ein Gotteshaus von erhöhter Rangordnung, nachdem unter mehreren Übermalungen, namentlich im Chorbereich, Fresken aus dem 16. Jahrhundert zutage traten.
Eisenbahnbrücke
Auf der 1882 gebauten Chärstelenbachbrücke überquert die Gotthardbahn das Maderanertal.

## Bilder

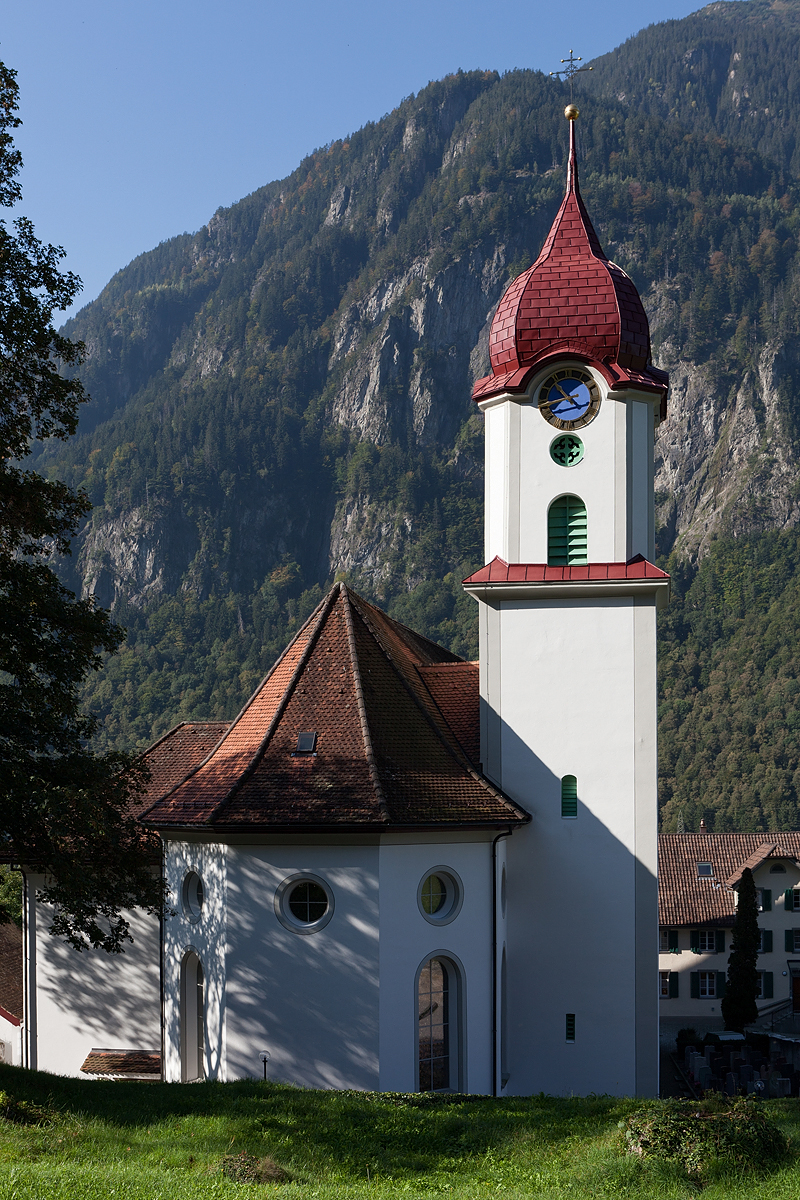
Kirche
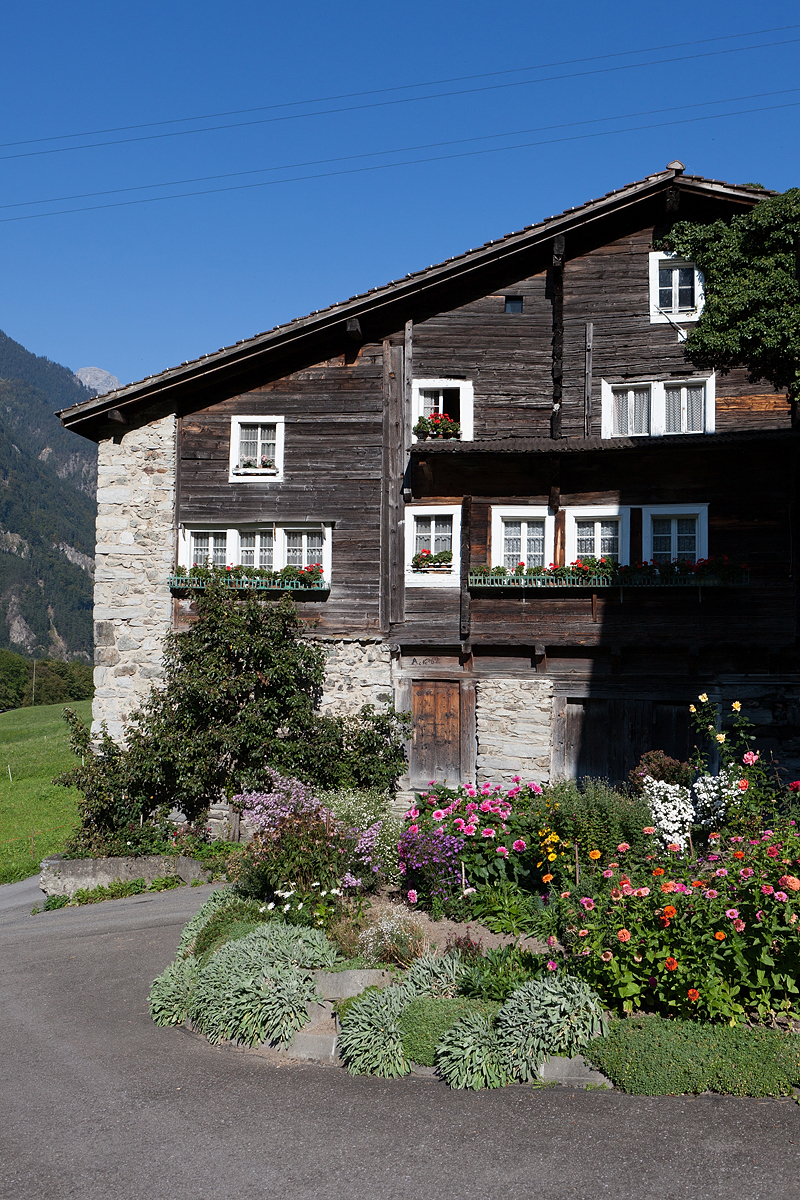
Steinhaus (Kulturgüterschutz)
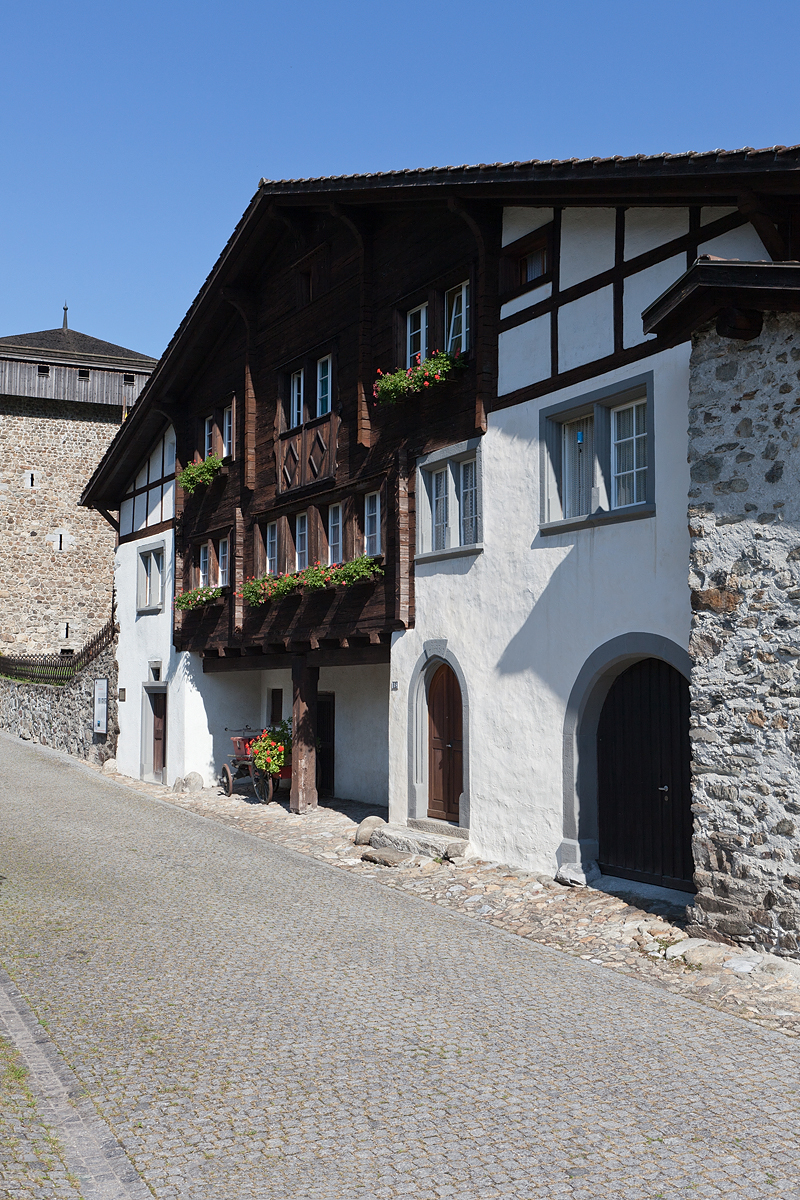
Susthaus (Kulturgüterschutz)
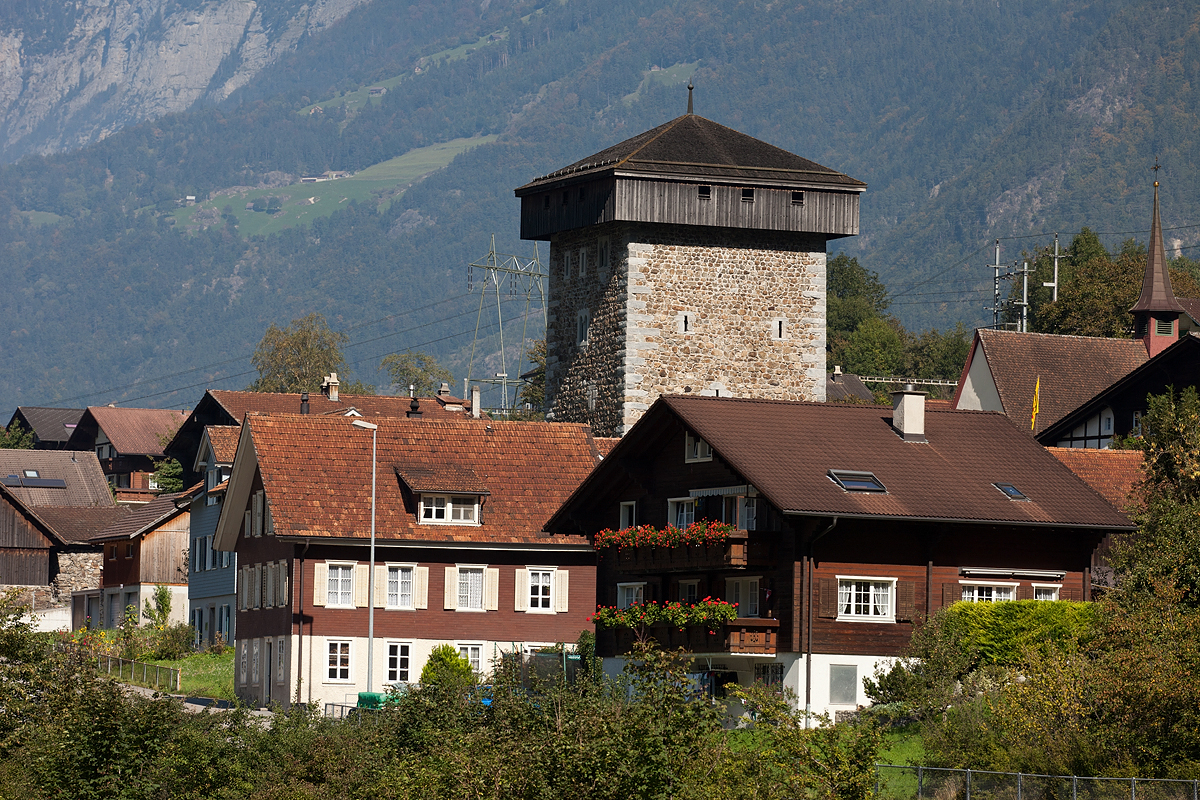
Dörfli mit Turm der Edlen
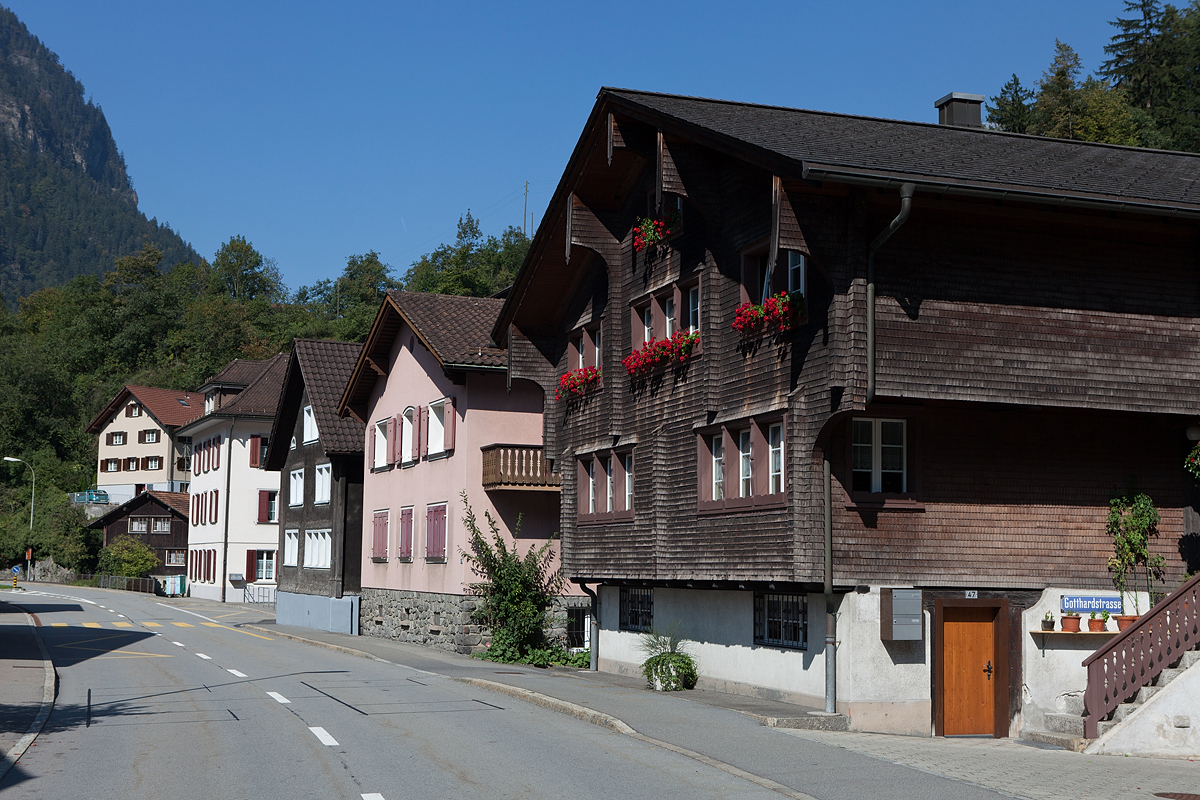
Amsteg
Amsteg, 1811
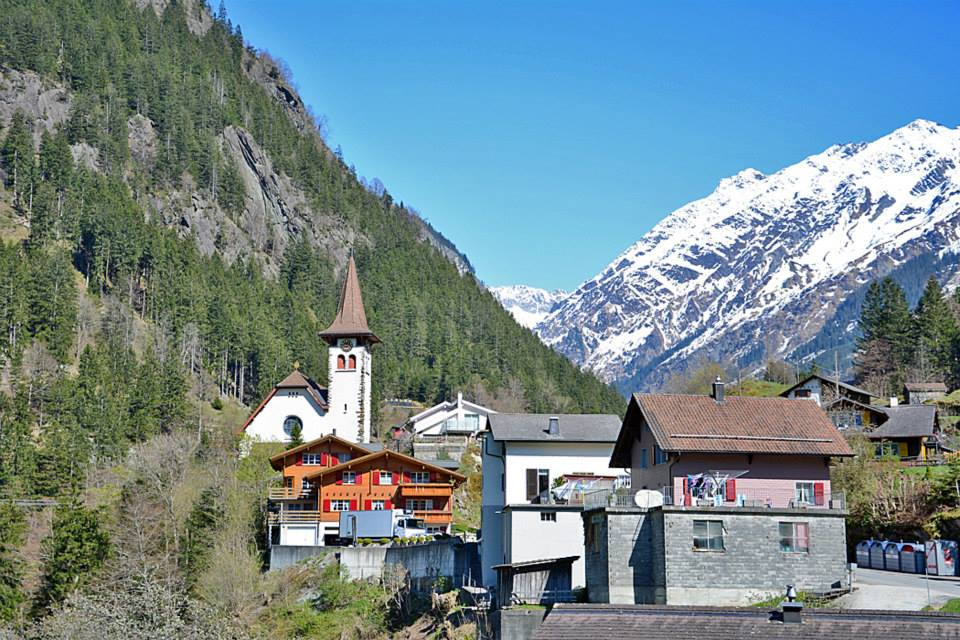
Bristen im Maderanertal
Amsteg im Vordergrund, Foto zwischen 1908 und 1920
Roneboden-Stotzigzug, Gemeinde Silenen, Schneebrücken mit Pfahlreihen, 1914
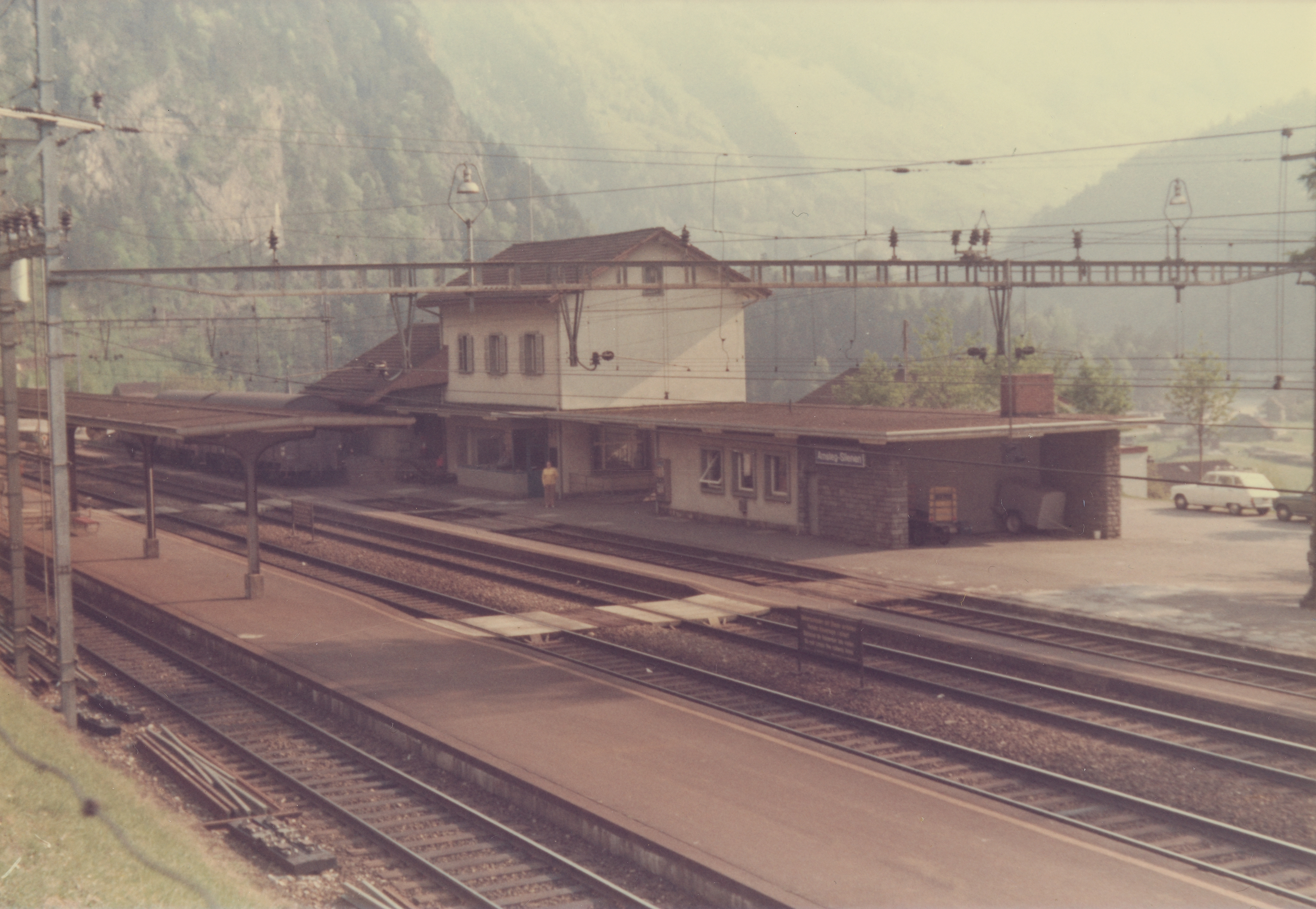
Bahnhof Amsteg-Silenen (ca. 1977)

## Persönlichkeiten
- Jost von Silenen (1435–1497) war Staatsmann in Diensten Ludwigs XI., Bischof von Grenoble ab 1475 und Bischof von Sitten ab 1482.[8]
- Kaspar von Silenen führte als Hauptmann die ersten Schweizer Söldner nach Rom, die am 22. Januar 1506 ihre Aufgabe als vatikanische Schweizergarde aufnahmen.
- Johann Melchior Eggmann (1711–1756) schuf ein Deckenfresko in der Pfarrkirche Silenen.
- Heidi Z’graggen (* 1966), Politikerin, in Silenen geboren